# Sergej Harlamov
Sergej Harlamov, slovenski pesnik, * 21. marec 1989, Ptuj.

## Življenje
Sergej Harlamov se je rodil 21. marca 1989 na Ptuju. Pred zmago na Festivalu mlade literature Urška 2010 je objavljal svoje pesmi v Dialogih, Mentorju in Strukturi sanj.

## Dela
Jedci (2011) (COBISS)
Mnogoboj Mitologij (2019) (COBISS)